# 南京栖霞山长江大桥
南京栖霞山长江大桥，简称栖霞山大桥，曾用名南京长江四桥，为越江公路桥，位于南京长江二桥下游10公里处，全长28.996公里，其中跨江大桥长5.448公里，南北接线长23.548公里，主跨为1418米三跨悬索桥，主缆索股规格为127-5.35，强度等级1770MPa。因外观类似美国旧金山的金门大桥，被誉为“中国的金门大桥”，跨径在世界同类大跨径桥梁中居国内第一、世界第三。项目概算总投资为68.57亿元，核批建设工期5年。
南京长江四桥起自南京市六合区横梁镇东，接绕越高速东北段和南京至南通高速公路，止于江宁区麒麟街道，接绕越高速东南段和沪宁高速公路。其为江苏省“十一五”重大基础设施建设项目，是南京市“五桥一隧”过江通道之一。
2019年12月20日，该桥正式更名为南京栖霞山长江大桥。

## 建设日程
2008年初，奠基；
2008年12月29日，舉行开工仪式；
2009年，工程全线开工；
2010年，完成以主塔为标志的攻坚任务；
2011年，完成主缆架设，开始桥面吊装；
2012年，完成全桥合龙，全线贯通；
2012年12月24日，正式通车。

## 公交交通
| 南京公交 \| 编号 \| 编号 \| 线路及运营时间 \| 线路及运营时间 \| 线路及运营时间 \| 收费 \| 运营商 \| 备注 \| \| ---------- \| ---- \| ------------------------- \| -------------- \| --------------------- \| ---- \| ---------- \| -------- \| \| \| K1 \| 羊山公园地铁站 5:30–18:30 \| 直 → \| 龙袍客运站 6:30–19:30 \| 4元 \| 公交二公司 \| 不设站席 \| \| 中医药大学 \| K1 \| 直 ← \| \| 龙袍客运站 6:30–19:30 \| 4元 \| 公交二公司 \| 不设站席 \| \| \| K2 \| 羊山公园地铁站 5:30–18:30 \| 直 → \| 东沟客运站 6:30–19:30 \| 4元 \| 公交二公司 \| 不设站席 \| \| 中医药大学 \| K2 \| 直 ← \| \| 东沟客运站 6:30–19:30 \| 4元 \| 公交二公司 \| 不设站席 \| |      |                           |                |                       |      |            |          |
| 编号 | 编号 | 线路及运营时间            | 线路及运营时间 | 线路及运营时间        | 收费 | 运营商     | 备注     |
| | K1   | 羊山公园地铁站 5:30–18:30 | 直 →           | 龙袍客运站 6:30–19:30 | 4元  | 公交二公司 | 不设站席 |
| 中医药大学 | K1   | 直 ←                      |                | 龙袍客运站 6:30–19:30 | 4元  | 公交二公司 | 不设站席 |
| | K2   | 羊山公园地铁站 5:30–18:30 | 直 →           | 东沟客运站 6:30–19:30 | 4元  | 公交二公司 | 不设站席 |
| 中医药大学 | K2   | 直 ←                      |                | 东沟客运站 6:30–19:30 | 4元  | 公交二公司 | 不设站席 |

| 编号       | 编号 | 线路及运营时间            | 线路及运营时间 | 线路及运营时间        | 收费 | 运营商     | 备注     |
| ---------- | ---- | ------------------------- | -------------- | --------------------- | ---- | ---------- | -------- |
|            | K1   | 羊山公园地铁站 5:30–18:30 | 直 →           | 龙袍客运站 6:30–19:30 | 4元  | 公交二公司 | 不设站席 |
| 中医药大学 | K1   | 直 ←                      |                | 龙袍客运站 6:30–19:30 | 4元  | 公交二公司 | 不设站席 |
|            | K2   | 羊山公园地铁站 5:30–18:30 | 直 →           | 东沟客运站 6:30–19:30 | 4元  | 公交二公司 | 不设站席 |
| 中医药大学 | K2   | 直 ←                      |                | 东沟客运站 6:30–19:30 | 4元  | 公交二公司 | 不设站席 |